# Bodufinolhu (Thaa-atol)
Bodufinolhu is een van de onbewoonde eilanden van het Thaa-atol behorende tot de Maldiven.